# Club Social y Deportivo Juventud de Bernal
El Club Social y Deportivo Juventud de Bernal es un club deportivo nacido en 1934, con sede en las calles La Paz y Cramer, de la localidad de Bernal en la provincia de Buenos Aires. Desde 2024, participa de la nueva categoría de la AFA, el Torneo Promocional Amateur, quinta división del fútbol argentino en lo que hasta 2023 era la Primera D.
Es reconocido por haber competido en los campeonatos de la Asociación de Fútbol Argentino entre 1945 y 1969. Desde 2017, está afiliado a la Liga Lujanense de Fútbol, con la que clasificó al Torneo Federal C 2018.

## Historia
Fue fundado el 1 de octubre de 1934, como Juventud de Villa Cramer, nombre tomado de Villa Cramer, donde se sitúa la sede del club, cerca de la estación de Bernal.

### Llegada a la AFA
En 1945 se afilió a la Asociación del Fútbol Argentino e incorporado a la Tercera División, certamen de la tercera categoría que ocupa la Primera C.
El debut se produjo el 13 de mayo en Villa Domínico, con un triunfo por 5 a 2 ante Porteño. Debido a que no poseía un campo de juego, ejerció la localía en la cancha de Argentino de Quilmes. Finalizó el torneo con un moderado desempeño. En 1946 cambió su denominación a la actual.
Lejos de disputar por el ascenso, en 1950 la Tercera División pasó a ser la cuarta categoría, donde hasta 2023 se disputó la Primera D. En 1951 fue promovido de momento a la Segunda División; pero en 1952, la Tercera División fue restaurada y retornó a la cuarta categoría.

### Los subcampeonatos
En el torneo de 1953, realizó una campaña progresiva: comenzó venciendo por 6 a 0 a Arsenal de Llavallol y, aunque le costó ganar en el resto de la primera rueda, logró repuntar para el resto del torneo. Otro gran triunfo fue por 5 a 0 ante Deportivo San Justo. Sus únicas derrotas fueron ante San Justo, Riestra y Arsenal, aunque luego se le dio por ganado ante este último. Llegó a la última fecha con 35 puntos, necesitaba ganar y esperar una derrota de Deportivo Riestra. Al fin, logró vencer por 5 a 0 a Macabi en Villa Crespo, pero Riestra venció a San Justo y se quedó con el campeonato y el ascenso.
En 1954 volvió a conseguir el subcampeonato. Un triunfo ante el puntero Sacachispas le daba chances de cara a la penúltima fecha, donde cayó ante Central Argentino coronando al equipo de Villa Soldati.
En 1955 estuvo muy cerca del ascenso. Tras vencer en la penúltima fecha por 2 a 1 a La Paternal, llegó a la última fecha puntero con 18 puntos. Pero el torneo había acabado para Juventud en la fecha pasada al quedar libre, y dependía de que Morón perdiera para ser campeón. El gallo venció por 4 a 0 a San Justo y se quedó con el torneo.
En 1956 quedó por cuarta vez seguida en segundo lugar, luego de caer ante Almirante Brown por 4 a 1 en la penúltima fecha, que se coronó campeón. A pesar de ello, la AFA tuvo intenciones de promover a Segunda División a Juventud por sus últimos desempeños; pero debido a la situación económica que afrontaba, decidió quedarse en Tercera.

### La desafiliación
Tras los subcampeonatos, el nivel de Juventud volvió al de antes y comenzó a decaer durante la década de 1960, llegando a quedar último en la Zona Sur de 1966.
En 1969, la situación no cambió y volvió a quedar último sumando solo 7 puntos. Su triunfo por 4 a 2 ante Defensores de Almagro, por la fecha 3, fue su único y último triunfo. El 4 de octubre, igualó 3 a 3 ante Victoriano Arenas y se despidió del fútbol argentino.

### Crisis y reflote
Alejado del fútbol de la AFA, el club se sumergió en una profunda crisis económica, resultado de malas administraciones durante la década de 1990. La situación del país a principio de los años 2000, empeoró la situación del club, que estuvo a punto de desaparecer. Hacia 2008, el club estaba comprometido con varios juicios laborales y no había Comisión Directiva. Tras el anuncio de remate de la sede, sus socios buscaron ayuda para revertir la situación. El Municipio de Quilmes brindó un subsidio de más de 200 mil pesos y mediante un acuerdo, el juicio laboral fue conciliado. Formada una Comisión Normalizadora, que luego asumió la dirigencia, la economía del club pudo crecer y el número de socios pasó de 120 a 1200.

### Afiliación y retorno a la AFA

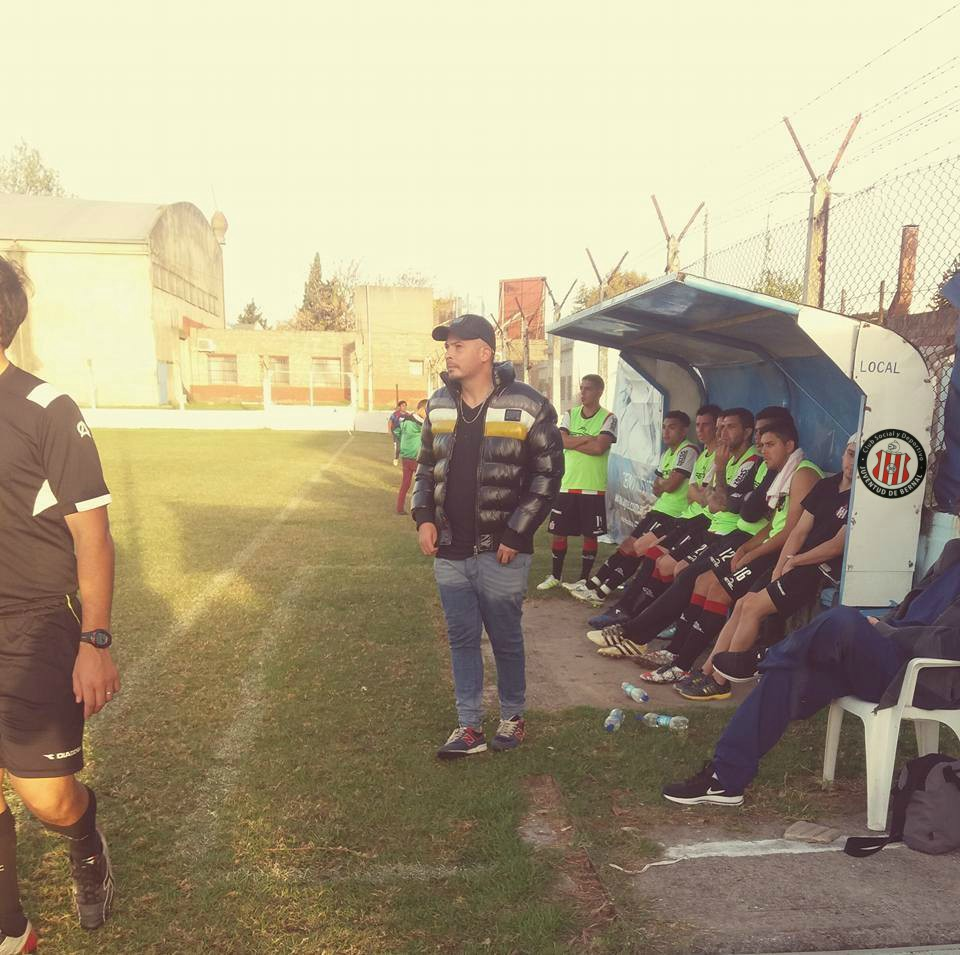
Mariano Ramírez, director técnico del club, dirigiendo un encuentro de la Liga Lujanense de Fútbol.

En 2017, se afilió a la Liga Lujanense de Fútbol y se incorporó a su torneo de Primera División. Culminado el torneo, logró quedar entre los 4 clasificados al Torneo Federal C, quinta división para los afiliados indirectos, volviendo a los torneos de la AFA tras casi 50 años.
El 4 de febrero de 2018, Juventud hizo su debut en el Federal C y en su regreso a la AFA, cayó por 5 a 3 ante Nueva Alianza. Los goles los marcaron Yasky, Olivari y Casco. El día 25, tras otra derrota, llegó su único triunfo por 1 a 0 en La Plata ante Nueva Alianza. Se despidió del torneo cayendo por 3 a 0 ante San Francisco de Asís, y finalizó tercero y último en la Zona 12 de la Subregión Norte, de la Región Pampeana.

### Actualidad
Debido al temporal de alerta naranja de diciembre de 2023, el Estadio Melvardi del club donde juega el equipo de vóley sufrió destrozos significativos. Tras esto, recibieron asistencia de Defensa Civil del municipio, de los bomberos de Bernal y de la Intendencia; dieron inicio a una colecta.
En 2024 volvió a competir en campeonatos oficiales de AFA, esta vez en el Torneo Promocional Amateur, sucesor de la Primera D y por ende, quinta categoría del futbol argentino. Debutó con un empate 1-1 ante Barrancas FC el 27 de febrero. Al no poseer estadio propio en condiciones hace las veces de local en la cancha de Camioneros y en la cancha de Berazategui. Finalizó tanto el Torneo Apertura como el Torneo Clausura en el último lugar de la tabla de posiciones.

## Estadio
El club inauguró su estadio en la localidad de Bernal el domingo 27 de agosto de 1950 con un desfile, un acto y, luego, el partido de la fecha, en el cual Juventud de Bernal derrotó a Deportivo Riestra por 4 a 1. Estaba en la avenida Caseros entre Almafuerte y Espora.
En determinados momentos el recinto no estuvo en condiciones de ser utilizado en los torneos que disputaba.Por ejemplo, en 1951, el torneo siguiente a su inauguración, al subir todos los clubes de la última categoría a la tercera división el estadio dejó de estar habilitado para disputar los partidos de esa divisional y debió hacer de local en la cancha de Argentino de Quilmes.
Luego de volver a la cuarta división, el estadio volvió a estar habilitado al pasar a jugar en una categoría inferior y comenzó a hacer de local en dicho recinto durante varios años. Con diversas interrupciones a lo largo del tiempo debido a las habilitaciones y deshabilitaciones que iba sufriendo, el estadio sería utilizado hasta su desafiliación de la Asociación del Fútbol Argentino tras el torneo de 1969.

## Datos del club

### Temporadas
- Temporadas en Tercera División: 6
  - en Tercera División: 5 (1945-1949)
  - en Segunda División: 1 (1951)

- Temporadas en Cuarta División: 19
  - en Tercera División: 11 (1950, 1952-1961)
  - en División Superior de Fútbol Aficionado: 8 (1962-1969)

- Temporadas en Quinta División: 2
  - en Torneo Federal C: 1 (2018)
  - en Torneo Promocional Amateur: 1 (2024)